# Alabama State Route 37
Die Alabama State Route 37 (kurz AL 37) ist eine in Nord-Süd-Richtung verlaufende State Route im US-Bundesstaat Alabama.
Die State Route beginnt am U.S. Highway 84 und der Alabama State Route 134 nahe Daleville und endet am Fort Rucker.
Zwischen 1940 und 1995 trug eine andere Strecke die Nummer 37. Sie führte von Marvyn nach Oxford. Der Abschnitt nördlich von Opelika wurde 1954 zum U.S. Highway 431 hinzugefügt. Ab dem Jahr 1960 wurde die Strecke von Marvyn bis Hurtsboro. Nach der Norderweiterung der Alabama State Route 51, zu der unter anderem die AL 37 gehörte, bekam die aktuelle Route die Nummer 37.